# Campyloides
Campyloides là một chi bọ cánh cứng trong họ 
Elateridae.
Chi này được miêu tả khoa học năm 1907 bởi Schwarz.

## Các loài
Các loài trong chi này gồm:
- Campyloides fleutiauxi Schwarz, 1905
- Campyloides fleutiauxi (Schwarz, 1905)